# Compansão
Compansão é uma técnica de compressão e expansão de sinais para efeitos de redução de ruídos e quantização.